# Théo Sarapo
Théophánis Lamboukas, dit Théo Sarapo, est un chanteur et acteur français d'origine grecque, né le 26 janvier 1936 à Paris et mort le 28 août 1970 à Limoges (Haute-Vienne).
Il est le second mari d'Édith Piaf. En 1962, il interprète avec elle une chanson à succès, À quoi ça sert l'amour de Michel Emer.

## Biographie
Theophánis Lamboukas est le fils d'un couple d'origine grecque. Son père, coiffeur, s'établit à Paris, avant d'installer son salon de coiffure dans sa résidence secondaire à La Frette-sur-Seine (Seine-et-Oise aujourd'hui Val-d'Oise). Le jeune Theophánis commence à chanter de bonne heure et participe à 18 ans à un concours de chant. Il fréquente une école de commerce et travaille dans le salon de coiffure de son père, tout en fréquentant l'école de coiffure « Chantoiseau ». En 1956, appelé au service militaire, il part pendant 33 mois pour la guerre d'Algérie. 
Revenu à Paris, il passe ses soirées à Saint-Germain-des-Prés, où un ami lui fait connaître Édith Piaf, qui le prend rapidement comme secrétaire. La grande chanteuse, divorcée depuis 1956 de son premier mari, est séduite par la voix remarquable du jeune homme. Elle l'encourage à suivre des cours de chant professionnel et lui donne comme nom de scène « Théo Sarapo », σ’αγαπώ ou s'agapó (« Je t'aime » en grec) étant le seul mot grec qu'elle connaisse.
Le 9 octobre 1962, à la mairie du 16e arrondissement de Paris, Théo Sarapo, âgé de 26 ans, épouse Édith Piaf de vingt ans son aînée, alors gravement malade. Le mariage religieux a lieu à la cathédrale orthodoxe grecque saint-Stéphane de Paris.
Après ce mariage, le couple chante en duo et obtient un succès mondial, en particulier grâce à la chanson écrite par Michel Emer À quoi ça sert l'amour. D'autres projets de tournées en commun ne peuvent se réaliser qu'en partie, en raison de l'état de santé d'Édith Piaf. 
Après le mariage d'Édith et de Théo, la sœur de Théo se lance à son tour dans la chanson sous le nom de « Christie Laume » et fait les premières parties des spectacles d'Édith.
Théo Sarapo loue une villa au cap Ferrat, puis à Grasse dans le quartier de Plascassier, et se consacre à soigner son épouse jusqu'à la mort de cette dernière, le 10 octobre 1963.

Ce n'est qu'après une longue période de deuil et de repli qu'il recommence à jouer et à chanter pour, entre autres, payer les dettes qu'Édith Piaf a laissées, déclarant en octobre 1969 : 

« Le monde a cru que j'étais devenu immensément riche. Je voudrais m'expliquer là-dessus une bonne fois pour toutes. (...) À la mort d'Édith, il lui restait très peu d'argent. Elle gagnait évidemment beaucoup, mais tout a été dilapidé dans les frais de train de maison, dans les frais de clinique, les frais de maladie, frais de médecins, et, moi, je me suis retrouvé un an après avec une quarantaine de millions d'impôts à payer. (...) Sur les disques, je ne touche rien, parce que les royalties sont considérées comme un salaire ; or, on ne verse pas un salaire à un héritier. Il reste donc uniquement les droits d'auteur. »

Il ne se remarie pas, mais est le compagnon de Jacqueline Huet. 

### Mort
Le 28 août 1970, sur la RN 141 à la sortie de Panazol, en direction de Saint-Léonard-de-Noblat en Haute-Vienne, sa voiture, une Citroën ID bleue, est percutée par un automobiliste ivre, elle fait un écart de trajectoire, quitte la route et percute un platane à vive allure à la hauteur approximative du lieu-dit Château de la Rue. Transporté d'urgence à l'hôpital de Limoges, il y meurt trois heures plus tard à l'âge de 34 ans. Il repose à Paris au cimetière du Père-Lachaise aux côtés d'Édith Piaf.
Il est évoqué dans le 327e des 480 souvenirs cités par Georges Perec dans Je me souviens.

## Discographie
Singles
- À l’aube
- À quoi ça sert l'amour (avec Édith Piaf)
- À tort ou à raison
- L’âge ingrat
- L'autre rive
- Les amours sans issue
- Les autres
- Les aventuriers
- La bande en noir
- Bluff !
- Ce jour viendra
- Chanson d’amour d’aujourd’hui
- Chez Sabine
- Le cœur au soleil
- Comme Al Capone
- Dans la nuit
- Départ
- Dis-moi, Alice
- Les enfants de la mode
- Les Espagnols
- L’étranger
- Les filles, c’est comme ça
- Garce de vie (pour le film Cette chienne de vie)
- J'ai laissé
- J'avais le ciel
- J'préfère aller au cinéma
- Le jour où tu sauras
- La jungle
- Laisse-moi dormir
- Le magnétophone
- Les mains
- La maison qui ne chante plus
- Moi qui passe
- Ne m’oubliez pas
- New-York
- Nous n’étions pas pareils
- On ne sait jamais quand
- On se croit libre
- Oui, je veux vivre
- Pense à moi
- Pour qui tu t’prends ?
- Pourquoi je l’aime ?
- Quand ?
- Qu’est-ce que j’attends
- Les rebelles
- Revenir en Grèce
- La ronde (pour le film La Ronde)
- Sainte Sarah
- Si moi je l'aime
- La solitude
- Tête baissée
- Tous mes chemins
- Tu as changé
- Un dimanche à Londres
- La vie continue
- Vingt-trois heures quarante-deux

## Filmographie
- 1963 : Judex de Georges Franju : Morales
- 1970 : Un condé d'Yves Boisset : Lupo